# Misconceivable
Misconceivable (littéralement « Méconcevable ») est une œuvre de l'artiste autrichien Erwin Wurm. Il s'agit d'une installation composée d'un bateau dont la proue est penchée vers le fleuve. Créée en 2007 dans le cadre de la biennale d'art contemporain Estuaire, elle est installée au Pellerin, en France,.

## Description
Misconceivable est composé d'une réplique de voilier de 9 m de long, dont la proue est inclinée vers le bas. Si la poupe du bateau est horizontale, il se déforme à partir de la quille, donnant l'impression que le voilier est mou et qu'il se voûte par l'action de la pesanteur.

## Localisation
L'œuvre est installée au Pellerin, à l'entrée de l'écluse conduisant au canal de la Martinière. La poupe du bateau repose sur le bord du canal, à environ 1 m de l'eau, tandis que la proue, la partie qui s'incline, est directement située dans le vide, dirigé vers la Loire.
L'œuvre a ensuite été transférée au musée Middelheim à Anvers.

## Commande
L'œuvre résulte d'une invitation faite à l'artiste dans le cadre de l'édition 2007 de la manifestation Estuaire.
La structure est pérenne : elle fait partie de l'ensemble des œuvres qui n'ont pas été démontées à la fin de l'édition 2007 de la manifestation.

## Artiste
Erwin Wurm (né en 1954) est un artiste autrichien.